# Langeais
Langeais ist eine 4.370 Einwohner (Stand: 1. Januar 2022) zählende französische Gemeinde in der Region Centre-Val de Loire im Département Indre-et-Loire. Das Gemeindegebiet ist Bestandteil des Regionalen Naturparks Loire-Anjou-Touraine.

## Gliederung
| Ortsteil                     | ehemaliger INSEE-Code | Fläche (km²) | Höhenlage (m) |      | Dichte (Einw. je km²) |
| ---------------------------- | --------------------- | ------------ | ------------- | ---- | --------------------- |
| Les Essards                  | 37102                 | 04,17        | 52–105        | 0164 | 39,3                  |
| Langeais (Verwaltungssitz)00 | 37123                 | 60,38        | 36–109        | 4448 | 73,7                  |

## Lage
Langeais liegt in einer Höhe von ca. 50 Metern ü. d. M. etwa 25 Kilometer (Fahrtstrecke) südwestlich von Tours am rechten Ufer der Loire. Das Gemeindegebiet wird vom Fluss Roumer durchquert, der auch das Stadtgebiet von Langeais durchquert und am südlichen Stadtrand in die Loire einmündet.
Umgeben wird Langeais von sechs Nachbargemeinden:
| Avrillé-les-Ponceaux |                      | Mazières-de-Touraine |
| Continvoir           | Kompass              | Cinq-Mars-la-Pile    |
| Coteaux-sur-Loire    | La Chapelle-aux-Naux |                      |

## Bevölkerungsentwicklung
Im 19. Jahrhundert hatte die Gemeinde, zu der auch mehrere Weiler und Einzelgehöfte gehören, beständig zwischen 2200 und 3600 Einwohner.
| Gemeinde                  | Einwohnerzahlen (Census) |      |      |      |      |      |      |      |      |      |      |
| Gemeinde                  | 1962                     | 1968 | 1975 | 1982 | 1990 | 1999 | 2006 | 2008 | 2011 | 2013 | 2016 |
| ------------------------- | ------------------------ | ---- | ---- | ---- | ---- | ---- | ---- | ---- | ---- | ---- | ---- |
| Les Essards00             | 173                      | 156  | 109  | 107  | 153  | 153  | 156  | 157  | 154  | 152  | 164  |
| Langeais                  | 3849                     | 3907 | 3902 | 4142 | 3960 | 3865 | 3861 | 3992 | 4059 | 4248 | 4448 |
| Langeais                  | 4022                     | 4063 | 4011 | 4249 | 4113 | 4018 | 4017 | 4149 | 4213 | 4400 | 4612 |
| Quelle: Cassini und INSEE |                          |      |      |      |      |      |      |      |      |      |      |

Die (Gesamt-)Einwohnerzahlen der neuen Gemeinde Langeais wurden durch Addition der bis Ende 2016 selbständigen Gemeinde Les Essards ermittelt.

## Wirtschaft
Über Jahrhunderte war die heutige Kleinstadt Teil einer sich weitgehend selbstversorgenden Landwirtschaft in der auch der Weinbau eine Rolle spielte. Der von Ludwig XI. in Auftrag gegebene Bau des Schlosses an der Stelle eines hochmittelalterlichen Vorgängerbaus führte zum Entstehen von kleinen Handwerksbetrieben. Im 19. Jahrhundert war Langeais berühmt für seine Melonenzucht. Seit den 1960er Jahren spielen der Kultur- und Weintourismus eine wichtige Rolle im Wirtschaftsleben der Kleinstadt; die umliegenden Weinfelder gehören im Großraum der Loire-Weine zum Anbaugebiet der Touraine.
Der Ort hat einen Bahnhof an der Bahnstrecke Tours–Saint-Nazaire.

## Geschichte
Die Maske von La Roche-Cotard ist ein aus dem Moustérien stammendes Artefakt, das deutlich älter ist als die Kunstwerke des Jungpaläolithikums (die sogenannten Venusfigurinen) und daher als „Proto-Figurine“ aus dem Mittelpaläolithikum bezeichnet wird. Sie wurde 2002 in Bereich der im Jahre 1912 erstmals erforschten Fundstätte La Roche-Cotard bei Langeais gefunden und belegt die Anwesenheit von Neandertalern vor rund 75.000 Jahren.

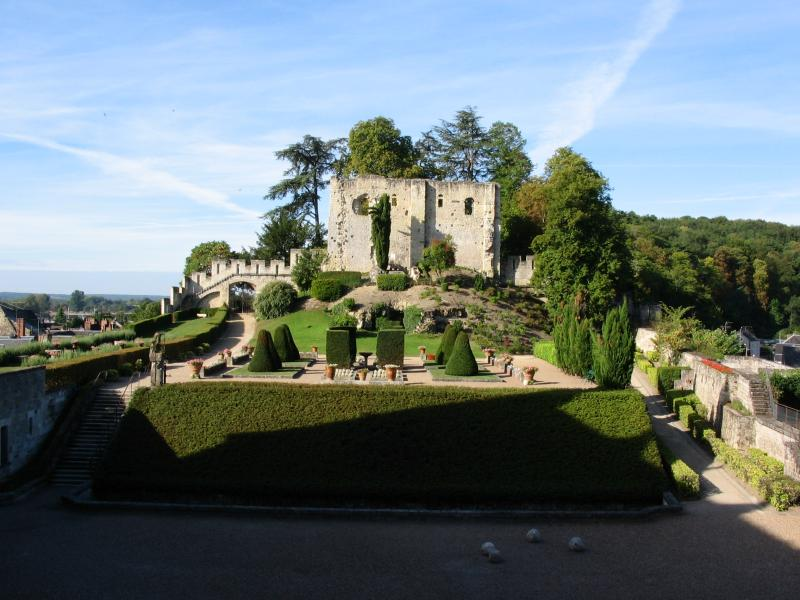
Donjon im Schlossgarten

Der Ort bestand bereits im 5. Jahrhundert als Alangavia. Gegen Ende des 10. Jahrhunderts ließ Graf Fulko Nerra von Anjou auf dem Hügel oberhalb des heutigen Ortes eine Burg errichten um seine Gebietsansprüche gegenüber Graf Odo von Blois zu unterstreichen. Diese fiel im Jahre 1044 an das Haus Plantagenet und kam mit Heinrich II. im Jahre 1154 an die englische Krone. Anfang des 13. Jahrhunderts fiel Langeais infolge eines Sieges des französischen Königs Philipp August über Johann Ohneland an Frankreich. Im Hundertjährigen Krieg (1428) gaben die bis dahin siegreichen Engländer sie nur unter der Bedingung frei, dass sie bis auf den Donjon geschleift wird. So sind von dieser Burg nur noch einige Mauerreste des Donjon geblieben. Eine imposante neue Burg entstand in den Jahren 1465–1469 auf Befehl des Königs zum Schutz der Krondomäne; hier fand am 6. Dezember 1491 die Hochzeit von König Karl VIII. und Anne de Bretagne statt. Langeais blieb bis 1631 königlicher Besitz. Im Jahr 1886 erwarb es Jacques Siegfried, dem die Ausstattung des Schlosses mit historischem Mobiliar zu verdanken ist; er vermachte die Burg samt Einrichtung und Kunstwerken 1904 dem Institut de France.
Am 1. Januar 2017 wurde die Gemeinde Les Essards eingemeindet.

## Sehenswürdigkeiten

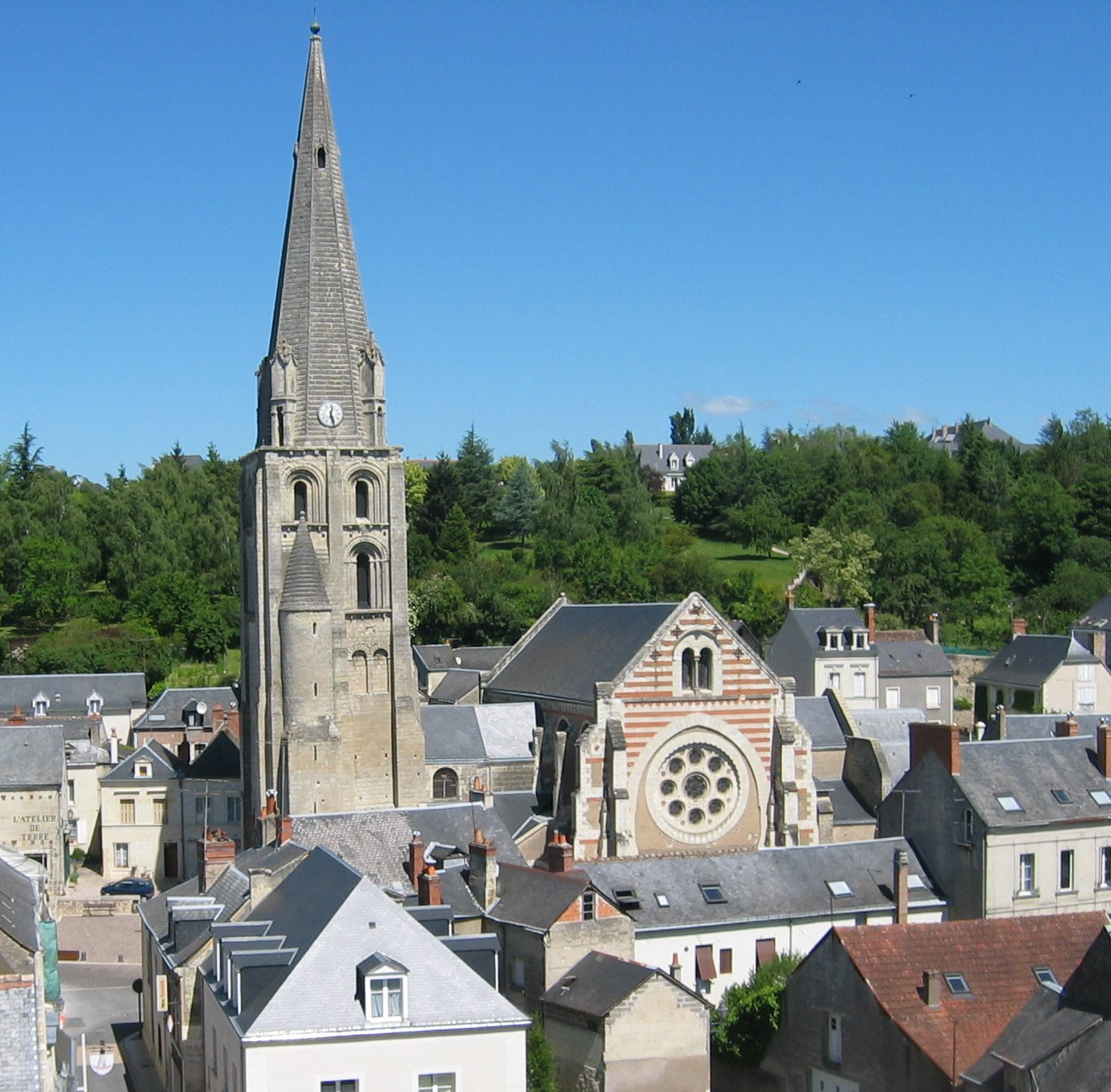
Église Saint-Jean-Baptiste

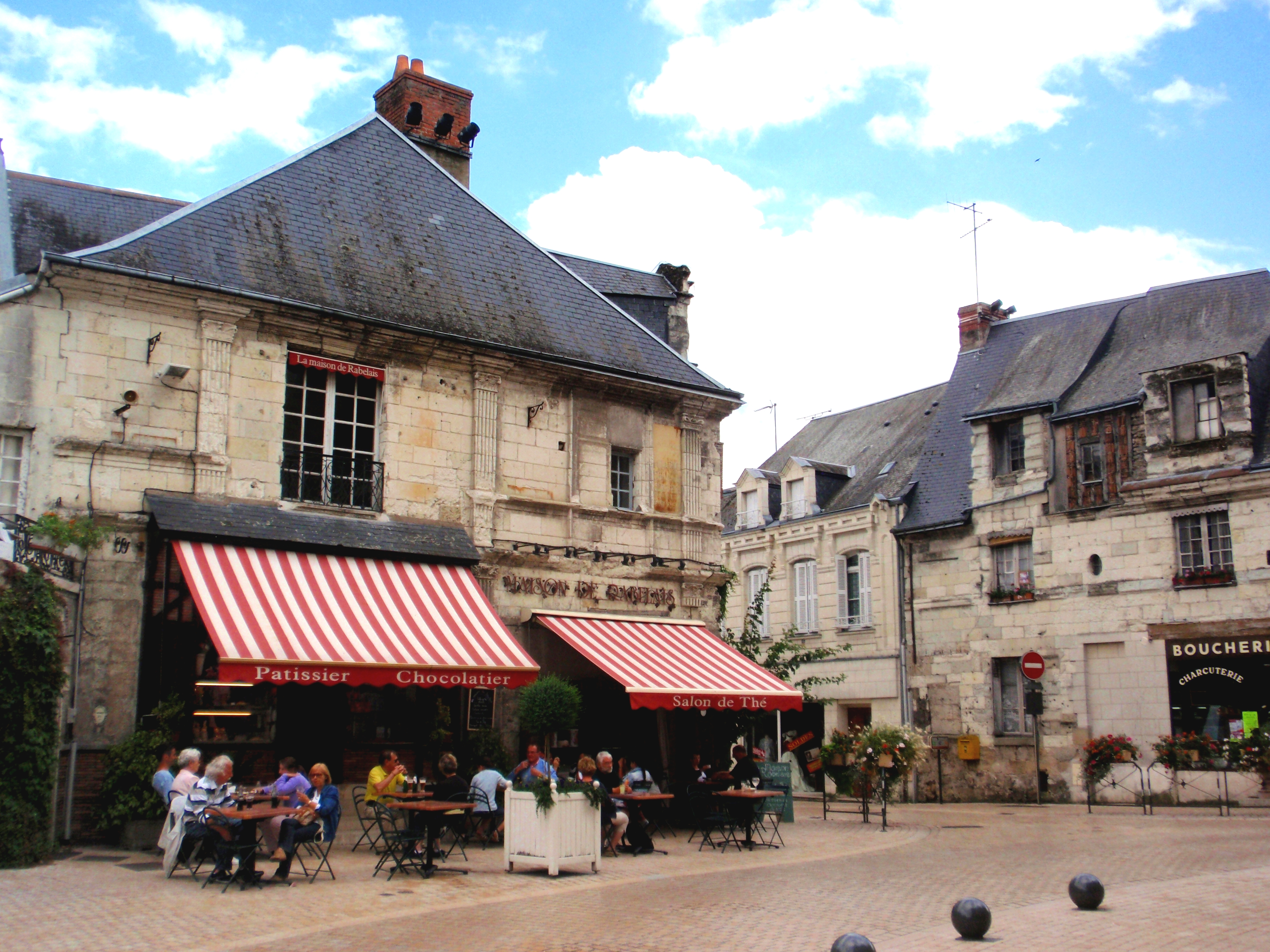
Maison de Rabelais

### Weitere
- Die Reste des 950 errichteten rechteckigen Donjons, des ältesten Frankreichs, befinden sich auf einem künstlichen Hügel (Motte) im Gartenbereich des Schlossgeländes.
- Die romanische Kirche Saint-Laurent aus dem 11./12. Jahrhundert war lange Zeit eine Prioratskirche der Abtei Beaulieu, später dann bis zum Beginn der Französischen Revolution Pfarrkirche. Der schmucklose Bau steht etwa einen Kilometer westlich des heutigen Ortskerns und ist seit 1990 als Monument historique[2] eingestuft.
- Die einschiffige Pfarrkirche Saint-Jean-Baptiste ist Johannes dem Täufer geweiht. Sie stammt aus dem 12. Jahrhundert, wurde jedoch im 15. und 19. Jahrhundert verändert und zeigt romanische, gotische und neogotische Bauteile. Die Kirche ist seit 1914 bzw. 1933 als Monument historique[3] anerkannt.
- Das Erdgeschoss des aus dem 16. Jahrhundert stammenden sogenannten Maison de Rabelais beherbergt heute ein Café. Seit 1943 ist es als Monument historique[4] anerkannt.
- Zwei weitere Renaissancehäuser wurden ebenfalls in den Jahren 1943 und 1944 unter Denkmalschutz gestellt[5][6].
- Die Hängebrücke über die Loire wurde zwischen 1846 und 1849 erbaut und nach ihrer Zerstörung im Zweiten Weltkrieg in den 1950er Jahren wiedererrichtet.

## Städtepartnerschaften
- Eppstein im Taunus (Deutschland), seit 1986
- Gondar (Amarante) (Portugal)

## Sonstiges
- Honoré de Balzac verfasste den im Jahre 1834 erschienenen Roman „Die Herzogin von Langeais“ (La Duchesse de Langeais / Originaltitel: Ne touchez pas la hache).